# Birgui
Birgui est une localité située dans le département de Boussouma de la province du Sanmatenga dans la région Centre-Nord au Burkina Faso.

## Géographie
Birgui est situé au nord de Boussouma, sur un territoire compris entre 500 et 520 m d'altitude.

## Éducation et santé
Birgui accueille un centre de santé et de promotion sociale (CSPS) tandis que le centre médical avec antenne chirurgicale (CMA) de la province se trouve à Boussouma et que le centre hospitalier régional (CHR) est à Kaya.
Birgui accueille une école primaire publique.